# L'Été de Kikujiro (bande originale)
Pour l’article homonyme, voir L'Été de Kikujiro.
Albums de Joe Hisaishi
The Human Body THE UNIVERSE WITHIN SoundTrack Vol.1&2 The Human Body III〜Gene・DNA SoundTrack Vol.2
L'Été de Kikujiro est la bande originale du film de Takeshi Kitano, composée par Joe Hisaishi en 1999. Une version française de l'album japonais a été éditée par Polydor.

## Album
| No  | Titre       | Durée |
| --- | ----------- | ----- |
| 1.  | Summer      | 6:24  |
| 2.  | Going Out   | 1:17  |
| 3.  | Mad Summer  | 2:55  |
| 4.  | Night Mare  | 1:49  |
| 5.  | Kindness    | 1:57  |
| 6.  | The Rain    | 5:38  |
| 7.  | Real Eyes   | 3:14  |
| 8.  | Angel Bell  | 3:11  |
| 9.  | Two Hearts  | 2:00  |
| 10. | Mother      | 2:11  |
| 11. | River Side  | 6:12  |
| 12. | Summer Road | 3:08  |